# St. Francis (Minnesota)
St. Francis es una ciudad ubicada en el condado de Anoka en el estado estadounidense de Minnesota. En el Censo de 2010 tenía una población de 7218 habitantes y una densidad poblacional de 116,27 personas por km².

## Geografía
St. Francis se encuentra ubicada en las coordenadas 45°23′45″N 93°23′9″O / 45.39583, -93.38583. Según la Oficina del Censo de los Estados Unidos, St. Francis tiene una superficie total de 62.08 km², de la cual 60.95 km² corresponden a tierra firme y (1.81%) 1.13 km² es agua.

## Demografía
Según el censo de 2010, había 7218 personas residiendo en St. Francis. La densidad de población era de 116,27 hab./km². De los 7218 habitantes, St. Francis estaba compuesto por el 95.87% blancos, el 0.62% eran afroamericanos, el 0.44% eran amerindios, el 0.78% eran asiáticos, el 0.04% eran isleños del Pacífico, el 0.22% eran de otras razas y el 2.02% pertenecían a dos o más razas. Del total de la población el 1.44% eran hispanos o latinos de cualquier raza.